# El País (Uruguai)
El País é um jornal uruguaio, publicado pela primeira vez em 14 de setembro de 1918, e distribuído por todo o país. Pertencia anteriormente ao mesmo grupo de mídia proprietário do canal de televisão Teledoce. Seu site ocupa a 6ª posição no Uruguai, de acordo com o Alexa.

## História
Fundado em Montevidéu, capital do país, o jornal foi editado originalmente por Leonel Aguirre, Eduardo Rodríguez Larreta e Washington Beltrán Barbat. Teve seu início como um jornal político, associado ao Partido Nacional, com o tempo se desenvolveu num jornal de interesses gerais.
Por décadas foi um dis principais meios de comunicação escrita do Uruguai, com uma circulação de 65.000 nos dias de semana e 100.000 aos domingos. Seu foco editorial está nas notícias sociais, políticas e econômicas do Uruguai, bem como a aliança comercial regional do Mercosul.